# Urussu
Urussu (in russo Уруссу?; in tartaro: Урыссу) è un insediamento di tipo urbano che si trova nella Repubblica autonoma del Tatarstan, in Russia. È il centro amministrativo del distretto Jutazinskij. 
L'insediamento è situato sulla riva sinistra del fiume Ik, 380 km a sud-est di Kazan'.